# 志岐昭学
志岐 昭学（しき あきひさ、1972年4月20日 - ）は、日本のバスケットボール選手である。またバスケットボールの指導者でもあり、バスケットボールスクールTRINITYを設立（2014年12月）、代表を務める。ニックネームはアキ。
認定NPO法人スペシャルオリンピックス日本・東京でボランティアコーチに携わり、2013年にはオーストラリアで開催されたスペシャルオリンピックス・アジア太平洋大会へバスケットボール男子チームのアシスタントコーチとして派遣、銀メダル獲得に貢献。2015年、ロサンゼルスで開催されたスペシャルオリンピックス・世界大会へは日本で初となるユニファイドバスケットボールチームのヘッドコーチとして派遣。
天草五人衆の一角、志岐鎮経（志岐麟泉）の末裔。このことから現在、熊本県天草郡の苓北町友好親善大使を務める。